# Sérgio Soares
Sérgio Soares (født 11. januar 1967) er en tidligere brasiliansk fodboldspiller og træner.